# US Créteil HB
Union sportive Créteil handball ist ein 1964 gegründeter französischer Sportverein aus Créteil, dessen Handballmannschaft mehrere Spielzeiten in der Starligue spielte. 
Seine Glanzzeit erlebte der Verein Ende der 1980er Jahre, als er 1989 die französische Meisterschaft und den Pokal erringen konnte. Im Europapokal der Pokalsieger 1988/89 unterlag Créteil erst im Finale TUSEM Essen. Im Europapokal der Landesmeister 1989/90 scheiterte Créteil im Halbfinale am FC Barcelona. Ebenso stand Créteil im EHF-Pokal 2005/06 im Halbfinale, in dem die Mannschaft gegen Frisch Auf Göppingen ausschied. In der Saison 2012/13 stieg man als 13. in die zweite Liga ab, jedoch folgte der sofortige Wiederaufstieg.

## Ehemalige bekannte Spieler und Trainer
- Joël Abati (Spieler 1995–1997)
- Thierry Anti (Trainer 1994–2004)
- Fernando Barbeito (Trainer 2021–2024)
- Stéphane Cordinier (Spieler aus der eigenen Jugend bis 1993)
- Hugo Descat (Spieler aus der eigenen Jugend bis 2017)
- Sead Hasanefendić (Trainer 1987–1989)
- François-Xavier Houlet (Spieler 1987–1990, 1994, 1996–1997)
- Mile Isaković (Spieler 1988–1991 und Trainer 2006–2008)
- Guéric Kervadec (Spieler 1994–1997 und 2002–2010, Geschäftsführer 2010–2013)
- Nicolas Lemonne (Spieler 1998–2009)
- Patrick Lepetit (Spieler 1994–1998)
- Pascal Mahé (Spieler 1985–1992)
- Pepi Manaskov (Spieler 1991–1993, Torschützenkönig 1993)
- Olivier Nyokas (Spieler 2009–2014)
- Frédéric Perez (Spieler 1988–1992)
- Branislav Pokrajac (Trainer 1989–1991)
- Nedim Remili (Spieler aus der eigenen Jugend bis 2016)
- Zlatko Saračević (Spieler 1994–95)
- Philippe Schaaf (Spieler 1989–1992)
- Gorazd Škof (Spieler 2013)
- Andrzej Tłuczyński (Spieler 1984–1988, Torschützenkönig 1986 und 1988)
- Ermin Velić (Spieler 1989–1990, 1991–1994)

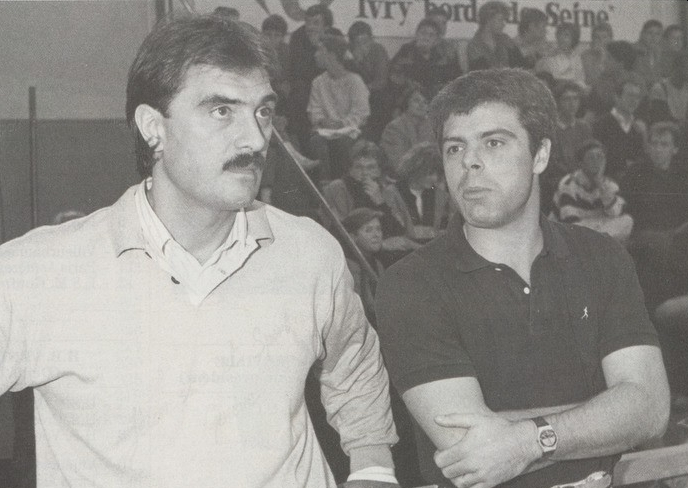
Trainer Sead Hasanefendić und sein Assistent Thierry Anti im Jahr 1988.

- Wadim Wassiljew (Spieler 1993–94)